# Svinesundbrücke
Svinesundbrücke (schwedisch Svinesundsbron; norweg. Svinesundsbrua) ist der Name zweier Brücken über die Meerenge Svinesund, welche ein Teilstück der Grenze zwischen Norwegen und Schweden bildet.
Die alte zweispurige Brücke (norw. Gammel Svinesundsbru oder schwed. Gamla Svinesundsbron) mit einer Länge von 420 Metern und einer Höhe von 58 Metern wurde zwischen 1939 und 1942 erbaut. Sie wurde 1946 in Betrieb genommen.
Die neue vierspurige Brücke (schwed. Nya Svinesundsbron oder norw. Nye Svinesundsbru), etwa 1.150 Meter westlich der alten Brücke, wurde am 10. Juni 2005 unter Beisein des schwedischen und des norwegischen Königspaares eingeweiht (geplant war eigentlich der 7. Juni, der hundertste Jahrestag der Auflösung der Union von Schweden und Norwegen). Die Gesamtlänge beträgt 704 Meter, die Höhe der Fahrbahn liegt 60 Meter über dem Wasser. Die Spannweite des Beton-Mittelbogens beträgt 247 Meter. Über die Brücke führt die vierspurige Autobahn E6 von Göteborg nach Oslo. Geplant und gebaut wurde die neue Svinesundbrücke durch das deutsche Bauunternehmen Bilfinger Berger. 2006 wurde der Neubau mit dem norwegischen Architekturpreis Betongtavlen preisgekrönt.
Seit dem 1. Juli 2005 wurde für beide Brücken eine Maut erhoben, wobei die alte Brücke in Richtung Schweden bis zum 1. Mai 2006 noch kostenfrei passierbar war. Die Überfahrt über die Brücke für LKW über 3,5 Tonnen wurde verboten.
Die Erhebung der Maut wurde am 15. März 2021 aufgehoben. Svinesundsforbindelsen AS muss die Restschuld an den Staat in Höhe von ca. 54 Mio. NOK. begleichen. Norwegen und Schweden haben sich auf die Liquidation des Mautunternehmens Svinesundsforbindelsen AS geeinigt.